# Неушев, Валерий Николаевич
Валерий Николаевич Неушев (15 марта 1949, д. Осово, Руднянский район, Смоленская область, СССР — 9 октября 2021) — белорусский государственный деятель. Председатель Витебского горисполкома (1993-1995).

## Биография
Родился 15 марта 1949 в деревне Осово Понизовского района Смоленской области, СССР (Руднянский район, Россия). Окончил школу на Урале. Окончил Харьковский политехнический институт (1972). Работал инженером-энергетиком в г. Николаев, инженером в институте Энергосетьпроект (Харьков). С 1973 года перешёл на работу в Витебский областной комитет ленинского коммунистического комсомола Белоруссии. В 1974 г. избран первым секретарём Железнодорожного районного комитета ленинского коммунистического союза молодёжи Белоруссии. С 1976 по 1980 г. заведующий отделом комсомольских организаций, секретарь Витебского областного комитета ленинского коммунистического союза молодёжи. С 1980 — на партийной работе: инструктор, заведующий отделом, заместитель заведующего отделом Витебского областного комитета Коммунистической партии Белоруссии. В 1987 году назначен председателем Октябрьского райисполкома. В 1993 году избран председателем Витебского горисполкома. 6 января 1995 г. на сессии горсовета одобрено назначение новым председателем горисполкома Михаила Григорьева. В июне 1995 г. назначен председателем областного антимонопольного комитета. До выхода на пенсию работал на различных ответственных должностях в Витебске. Награждён Почётной грамотой Верховного Совета БССР. Женат, двое детей.